# Resljeva cesta
Resljeva cesta (deutsch: Resselstraße) ist der Name eine Straße im Stadtbezirk Center von Ljubljana der Hauptstadt Sloweniens. Benannt ist sie nach Josef Ressel (1793 bis 1857), dem Miterfinder des Schiffspropellers.

## Geschichte
Die Resselstraße wurde 1882 als Verlängerung des damals zwischen Drachenbrücke und Trubarstraße gelegenen Resselplatzes angelegt. Zu diesem Zweck wurden im Norden des Platzes Häuser niedergelegt und über die nach Norden führende Fabriksgasse eine Verbindung zur Südbahnhofstraße geschaffen.

## Lage
Die Straße beginnt in der Altstadt von Ljubljana an der Drachenbrücke und verläuft etwa 700 Meter nach Norden bis zum Platz der Befreiungsfront.  Sie verbindet so das Marktviertel mit dem Bahnhof von Ljubljana.

## Abzweigende Straßen
Die Resljeva cesta berührt folgende Straßen und Orte (von Süden nach Norden): Petkovškovo nabrežje, Trubarjeva cesta, Komenskega ulica, Čufarjeva ulica und Slomškova ulica.

## Bauwerke und Einrichtungen
Die wichtigsten Bauwerke und kulturellen Einrichtungen entlang der Straße sind von Süden nach Norden:
- Stolpersteine (Hausnummern 7 und 8)
- Ledina-Gymnasium, gegründet 1867[4]
- Tomanov-Park